# دودمان صفوی
دودمان صفوی دودمانی ایرانی و شیعه مذهب بود که در سال‌های ۱۵۰۱ تا ۱۷۳۶ میلادی (۱۱۴۸–۹۰۷ ه‍.ق/۸۸۰–۱۱۱۴ ه‍.خ) به مدت ۲۳۵ سال بر ایران فرمانروایی کرد. شاهنشاهی صفوی را شاه اسماعیل یکم که در سال ۱۵۰۱م در تبریز تاجگذاری کرد بنیان گذاشت و آخرین شاه صفوی، شاه سلطان حسین بود که در سال ۱۷۲۲م از هوتکیان شکست خورد و بعداً نادرشاه در سال ۱۷۳۵م این دودمان را برانداخت.
دوره صفوی از مهم‌ترین ادوار تاریخ ایران به‌شمار می‌آید؛ چرا که با گذشت نهصد سال پس از نابودی شاهنشاهی ساسانی یک دولت متمرکز ایرانی توانست بر سراسر ایران آن روزگار فرمانروایی نماید. بعد از اسلام، حکومت‌های ایرانی مانند طاهریان، صفاریان، سامانیان، بوییان و زیاریان روی کار آمدند، اما هیچ‌کدام نتوانستند تمام ایران را زیر پوشش خود قرار دهند و میان تمام نواحی و مناطق جغرافیایی ایران در آن دوران یکپارچگی پدیدآورند.

## تبار و تاریخچه
از جنبه‌های ویژهٔ خاندان صفویه در دوران پس از اسلام ایران، رسیدن اصل و نسب و تبار آن‌ها به صوفیان است. این جنبهٔ تمایز پادشاهی صفویه سبب مقایسه آن‌ها با پادشاهی پیش از اسلام ساسانی می‌شود، دودمانی که پایه‌گذاران آن از ردهٔ موبدان زرتشتی بودند و دین زرتشتی را به عنوان دین رسمی کشور اعلام کردند. بسیاری از جزئیاتِ اولیهٔ طریقت صفویه نامشخص است. یکی از نقاط عدم اطمینان، ماهیت دقیق اعتقادات مذهبی آنهاست. در اصل، به نظر می‌رسد که آنها اعتقادات اهل سنت داشتند، اما گفته می‌شود که در دوران خواجه علی، تحت تأثیر حامیان اصلی خود (قبایل ترکمن که به یک برند محبوب شیعیان پایبند بودند) به سمت مذهب شیعه گرایش پیدا کردند.

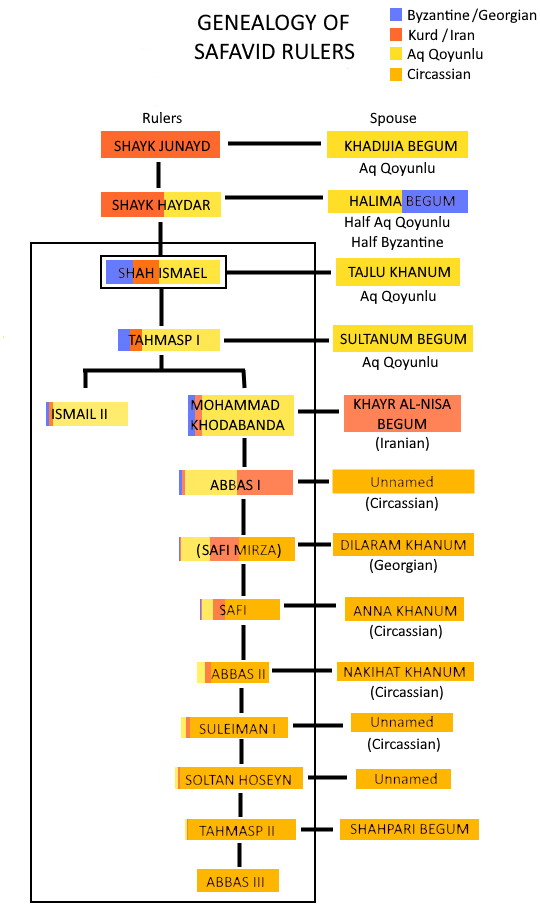
تبارشناسی قومی پادشاهان صفوی؛ کُرد و دیگر مردمان ایرانی‌تبار (قرمز)، تُرکمان (زرد)، یونانی (آبی)، گرجی و چرکس (نارنجی).

علی‌رغم تحقیقات، منشأ خانواده صفویه مبهم است. شواهد موجود نشان می‌دهند که این خانواده اصالتاً اهل کردستان بوده است و نیاکان آن‌ها در اصل ترکیبی از قومیت‌های کرد، ترک، گرجی و یونانی بوده‌اند. آنچه مسلم به نظر می‌رسد این است که صفویان، بومیِ ایرانی بودند و به زبان ترکی آذری صحبت می‌کردند که در آذربایجان به کار می‌رفت. فقدانِ اطلاعاتِ موثقِ از آنجا ناشی می‌شود که صفویان پس از تأسیس دولت صفوی، عمداً اصل و نسبِ خود را جعل کردند. هدف اساسی آنها در ادعای اصل و نسب شیعی این بود که خود را از عثمانی‌ها متمایز کنند و آنها را قادر سازد تا همدردی همهٔ عناصر دگرگرا را جلب کنند. برای این منظور، آنها به‌طور سیستماتیک هر مدرکی را که نشان می‌داد شیخ صفی‌الدین اردبیلی، مؤسس طریقت صفوی، شیعه نبوده (او احتمالاً سنی مذهب شافعی بوده است) را از بین بردند و برای اثباتِ اینکه صفویان، سید، یعنی از اولاد مستقیم پیامبر بودند، منابع را جعل کردند. آنها شجره‌نامهٔ مشکوکی ساختند که تبار خاندان صفوی را از هفتمین امامِ شیعهٔ دوازده‌امامی، موسی الکاظم، ردیابی می‌کرد؛ شجره‌نامه‌ای که منابع متأخر صفوی از آن به شدت پیروی می‌کنند.
احسان یارشاطر در مورد زبان مادری صفویان می‌نویسند: «خاندان صفوی در اصل ایرانی‌زبان بودند — چنانچه از دوبیتی‌های شیخ صفی‌الدین، نیای بزرگ آن‌ها برمی‌آید — ترک‌سازی شدند و زبان ترکی را به عنوان زبان مادری خود پذیرفتند.»
سلطان بایزید دوم در نامه‌ای خطاب به شاه اسماعیل یکم، خاندان صفوی را ایرانی تبار می‌داندː 
«ایرانیان نیز ملتی بوده و هستند که تا پادشاه از نجبا و از خودشان نباشد، به میل انقیاد و اطاعت نمی‌نمایند و می‌خواهند که پادشاه آن‌ها در یکی از پایتخت‌های ایران ساکن شده خود را ایرانی بشناسد و ایرانیان را نیز ملت حاکمه قرار داده به عدالت راه رود. ولله الحمد والمنه آن جناب شهامت مآب که از تمامی ایرانیان حسیب و نسیب و نجیب‌تر و منسوب به یکی از خانوادهٔ قدیم و معروف و ممدوح ترین ایران و صاحب انصار و اعوان هستند».
شاه تهماسب در جواب نامه عبیدالله‌خان ازبک ضمن تأکید بر سیادت خود، با طعنه نسب ترکی او را یاد می‌کندː
«و عبارات پریشان و کلمات هذیان که خامهٔ زبان بریده‌اش بر صفحهٔ صحیفهٔ سخيفهٔ ارباب انساب ابراز نموده بود مفهوم شد. پوشیده نماند که در باب سادات عالی درجات کتب مبسوطهٔ مشروحهٔ غیر معدوده نوشته شده و در بلاد اهل اسلام منتشر و مشهور است و این نسب که ظاهر و شایع و مشخص است و چون دیگر انساب نیست، مثل انساب اتراک که هرگز کسی کتاب در آن باب ندیده و حقیقت نسب ایشان معلوم نگردیده».
بر اساس گفتهٔ راجر سیوری یکی از پژوهشگران جریان‌های دورهٔ صفویه:
براساس نوشتارهای موجود در زمان اکنون، شکی در این نیست که خاندان صفویه به‌طور قطع دارای ریشهٔ ایرانی است نه ریشهٔ ترکی که گاهی بدان خوانده می‌شود. این احتمال وجود دارد که اصلیت این خاندان از کردستان ایران آمده باشد که بعدها به آذربایجان کوچ کرده‌اند. جایی که آن‌ها زبان ترکی آذربایجانی را از ترک‌زبانان آنجا فراگرفته و سرانجام در سدهٔ یازدهم میلادی در شهر اردبیل جای گزیده‌اند.
همچنین بر اساس سخنان ولادیمیر مینورسکی، خاورشناس روسی:
از ۹۷۰ تا ۱۵۱۰ میلادی، آذربایجان به پناهگاه اصلی و مرکزی برای یکپارچگی صفویان تبدیل گشت؛ کسانی که از بومیان اردبیل بودند و اصالتاً به یکی از گویش‌های محلی زبان‌های ایرانی سخن می‌گفتند.

### اصالت آذربایجانی
زبان آذری کهن زبان مادری نیای بزرگ صفویان، شیخ صفی‌الدین اردبیلی بوده است و اشعاری بدین زبان در کتاب صفوةالصفا و سلسلةالنسب سروده است. شیخ صفی‌الدین اردبیلی را همچنین به «پیر آذری» هم می‌خواندند. پدر شیخ صفی‌الدین اردبیلی، شیخ امین‌الدین جبرائیل اردبیلی (۶۵۰–۷۳۵ه‍.ق) و اجداد وی در حدود سه سده در قریه کلخوران اردبیل به شغل زراعت مشغول بوده‌اند. نوه شیخ صفی‌الدین اردبیلی و پسر شیخ صدرالدین موسی، خواجه علی سیاهپوش در هنگام مواجهه با تیمور گورکانی در حوالی جیحون موطن خود را اردبیل معرفی کرد. همچنین چندی دیگر از پژوهش‌گران نیز بر آذربایجانی‌بودنِ صفویان اصرار دارند.

### اصالت کردی
کهن‌ترین اثر نوشته‌شده دربارهٔ تبارنامهٔ خاندان صفوی و نیز تنها نوشته‌ای در اینباره که به پیش از سال ۱۵۰۱ میلادی بازمی‌گردد کتابی با نام صفوةالصفا است و ابن بزاز اردبیلی آن را نوشته است که خود وی از مریدان شیخ صدرالدین اردبیلی پسر شیخ صفی‌الدین اردبیلی بوده است. بر اساس نوشتهٔ ابن بزاز «شیخ صفی‌الدین از نوادگان یک نجیب‌زاده کرد به نام فیروزشاه زرین‌کلاه بوده است.» نیای پدری خاندان صفوی بر اساس کهن‌ترین ویرایش خطی کتاب صفوه‌الصفا به شرح زیر است:
شیخ صفی‌الدین ابوالفتح اسحق بن شیخ امین‌الدین جبراییل بن قطب‌الدین بن صالح بن محمدحافظ بن عوض بن فیروزشاه زرین‌کلاه.
صفویان برای هر چه بیشتر مشروعیت بخشیدن به حاکمیتشان در جهان شیعه، خودشان را از تبار محمد برمی‌شمردند و به همین دلیل احتمالاً نوشته‌های ابن بزاز را دست‌کاری کرده و نشانه‌های اصالتشان در خاندان صفوی را تاریک و گنگ ساختند. به نظر می‌رسد امروزه میان پژوهش‌گران و تاریخ‌دانانِ دودمان صفویه، این هم‌نظری وجود دارد که اصالت خاندان صفوی به کردستان بازمی‌گردد که در سدهٔ یازدهم میلادی به آذربایجان کوچ کرده و در اردبیل جای گزیده‌اند. از این رو امروزه بیشتر پژوهش‌گران بر اساس اصالت شیخ صفی‌الدین اردبیلی، خاندان صفوی را از تبار کردها می‌دانند و به همین روی، صفویان اصالتاً یک خاندان ایرانی‌زبان به‌شمار می‌رود. از سویی دیگر بر اساس کتاب نزهت‌القلوب حمدالله مستوفی که معاصر با شیخ صفی‌الدین زندگی می‌کرده است او را یک سنی شافعی معرفی می‌کند، آیینی که امروزه هم بیشتر مردم کرد از آن پیروی می‌کنند.